# Hosokawa Gracia
Pour les articles homonymes, voir Gracia.
 (avril 2019).
Si vous disposez d'ouvrages ou d'articles de référence ou si vous connaissez des sites web de qualité traitant du thème abordé ici, merci de compléter l'article en donnant les références utiles à sa vérifiabilité et en les liant à la section « Notes et références ».
Tama Hosokawa (細川 玉, Hosokawa Tama, 1563 - 17 juillet 1600) ou Garasha (ガラシャ) était une Japonaise de noble naissance, la troisième fille de Mitsuhide Akechi. Elle a épousé Tadaoki Hosokawa à l'âge de quinze ans et a eu deux enfants. Elle est devenue célèbre pour s'être convertie au christianisme sous le nom de Gracia.

## Vie
En juin 1582, Akechi trahit et tue son seigneur, Oda Nobunaga. Après cela, Tama devient connue sous le surnom de « fille du traître ». Ne voulant pas divorcer mais refusant de soutenir son beau-père, Tadaoki emmène Tama dans un manoir dans les montagnes dans ce qui est aujourd'hui Kyōtango, dans la préfecture de Kyoto, où elle est enfermée jusqu'en 1584, année où Hideyoshi Toyotomi l'autorise à retourner à Osaka. Tadaoki emmène alors Tama à la résidence Hosokawa à Osaka où elle reste confinée.
Pendant son enfermement, Tama devient l'amie de la fille chrétienne d'un important samouraï. Avec l'aide d'un missionnaire catholique d'Osaka, elle est baptisée en 1587 et reçoit le prénom chrétien de Gracia. Tadaoki apprend sa conversion et, enragé, il demande plusieurs fois qu'elle renonce à sa religion. Il obtient même de Hideyoshi Toyotomi qu'il lui ordonne de le faire, mais Gracia refuse.
La mort de Hideyoshi laisse un vide dans le pouvoir entraînant la formation de deux factions rivales : Ieyasu Tokugawa dans l'est du pays et Mitsunari Ishida dans l'ouest. Ishida, contrôlant le château d'Osaka dans lequel nombre de familles de généraux résident alors, conçoit un plan pour retenir ces familles en otage, forçant ainsi les généraux rivaux à s'allier avec lui, ou tout du moins à ne pas l'attaquer.
Cependant, quand Ishida essaie de prendre Gracia en otage, Shosai Ogasawara, le principal vassal du clan, la tue conformément aux ordres de Tadaoki, avant de commettre le seppuku avec le reste de la maisonnée. L'outrage causé par sa mort a été si fort qu'Ishida a été forcé d'abandonner son plan.
Un prêtre catholique récupère ensuite les restes de Gracia dans les ruines et les enterre dans un cimetière à Sakai. Plus tard, Tadaoki déplace les restes au temple Sozenji, dans l'arrondissement Higashiyodogawa-ku à Ōsaka.

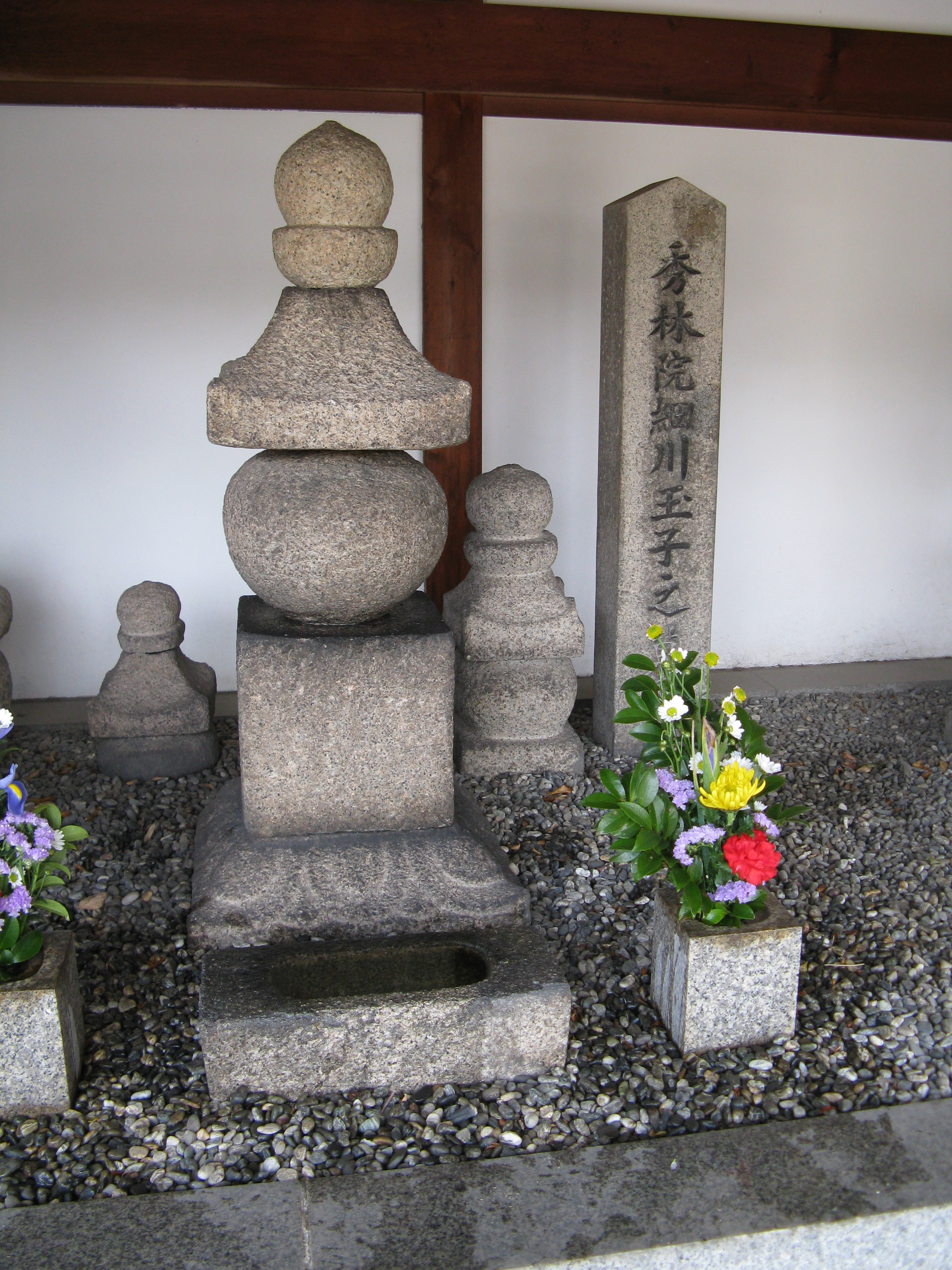
Tombe de Gracia Hosokawa au temple Sozenji (Higashiyodogawa-ku).

Gracia sera canonisée par l'Église catholique en 1862.

## Dans la culture populaire
- Dans le jeu vidéo Kessen se trouve une scène montrant Gracia mourant héroïquement, car sa religion chrétienne lui interdit de se suicider.
- Gracia a servi de modèle à James Clavell pour le personnage de Mariko dans son roman Shogun.
- Le Garasha matsuri rend hommage à Gracia.